# Saison 1934 de la NFL
Navigation
Édition précédente Édition suivante
La saison 1934 de la NFL est la 15e saison de la National Football League. Elle voit le sacre des Giants de New York.
Avant la saison sportive, G.A. Richards achète la franchise des Spartans de Portsmouth. Il transfère la formation à Détroit et les baptisent les « Lions de Détroit ».
Les Reds de Cincinnati perdent leurs huit premiers matchs puis sont suspendus par la NFL pour non paiement des salaires aux joueurs. Les Gunners de Saint-Louis, une équipe indépendante, disputent les trois derniers matchs de la saison à la place des Reds.
Le rookie Beattie Feathers des Bears de Chicago est le premier coureur de la NFL à gagner plus de 1000 yards sur une saison : 1004 yards sur 101 courses.
Le match des Bears de Chicago face aux Lions de Détroit disputé le jour du Thanksgiving Day est le premier match diffusé par radio (CBS) sur l'ensemble de territoire américain.
La finale du championnat se joue à New York (Polo Ground) le 9 décembre par une météo glaciale. Menés 13-3 par les Bears, les Giants changent de chaussures pour le dernier quart temps et remportent le match 30-13. Ce match est resté dans les mémoires comme le "Sneakers Game".

## Classement général
| Conférence Est         |      |      |      |        |          |            |
| Franchise              | Vic. | Déf. | Nuls | % vic. | Pts pour | Pts contre |
| Giants de New York     | 8    | 5    | 0    | .615   | 147      | 107        |
| Redskins de Boston     | 6    | 6    | 0    | .500   | 107      | 94         |
| Dodgers de Brooklyn    | 4    | 7    | 0    | .364   | 61       | 153        |
| Eagles de Philadelphie | 4    | 7    | 0    | .364   | 127      | 85         |
| Steelers de Pittsburgh | 2    | 10   | 0    | .167   | 51       | 206        |

| Conférence Ouest       |      |      |      |        |          |            |
| Franchise              | Vic. | Déf. | Nuls | % vic. | Pts pour | Pts contre |
| Bears de Chicago       | 13   | 0    | 0    | 1.000  | 286      | 86         |
| Lions de Détroit       | 10   | 3    | 0    | .769   | 238      | 59         |
| Packers de Green Bay   | 7    | 6    | 0    | .538   | 156      | 112        |
| Cardinals de Chicago   | 5    | 6    | 0    | .455   | 80       | 84         |
| Gunners de Saint-Louis | 1    | 2    | 0    | .333   | 27       | 61         |
| Reds de Cincinnati     | 0    | 8    | 0    | .000   | 10       | 243        |

## Finale NFL
- 9 décembre 1934, à New York devant 35 059 spectateurs, Giants de New York 30 - Bears de Chicago 13

## Statistiques
- 492 834 spectateurs assistent aux 60 matchs de la saison régulière, soit une moyenne de 8211 spectateurs par match.
- Le rookie Beattie Feathers des Bears de Chicago est le premier coureur de la NFL à gagner plus de 1000 yards sur une saison : 1004 yards sur 101 courses. Il inscrit 8 TD.
- Le quarterback Jack Manders des Bears de Chicago est le leader au classement des scoreurs avec 3 TD, 10 FG, 31 PAT et 79 TP.
- Le quarterback Arnie Herber des Packers de Green Bay est le leader du classement des passeurs avec 115 tentatives de passes, 42 passes complétées, 799 yards gagnés en passe, 8 TD pour 12 interceptions.
- Le receveur Joe Carter des Eagles de Philadelphie est le leader du classement des receveurs de passes avec 16 passes complétées, 238 yards gagnés en passe, une moyenne de 14,9 yards par passe et 4 TD.
- Les Bears de Chicago gagnent 3900 yards au total.
- Les Bears de Chicago gagnent 2847 yards en course.
- Les Packers de Green Bay gagnent 1165 yards en passe.
- Les Cardinals de Chicago perdent 1539 yards au total.
- Les Cardinals de Chicago perdent 954 yards en course.
- Les Eagles de Philadelphie perdent 545 yards en passe.